# Volo Japan Airlines 351
Il volo Japan Air Lines 351 era un volo programmato da Tokyo a Fukuoka che il 31 marzo 1970 venne dirottato da nove membri della Lega Comunista Giapponese-Red Army Faction (un predecessore dell'Armata Rossa Giapponese); in Giappone solitamente ci si riferisce ad esso come Incidente del dirottamento dello Yodogo (よど号ハイジャック事件?, Yodogō Haijakku Jiken).

## Antefatti
Dopo essere stata sciolta nel 1960, l'organizzazione studentesca Nuova Sinistra facente parte della Lega Comunista venne riformata nel 1966 diventando nota come Bund (第二次ブント, Dainiji Bunto). A quel tempo la "fazione Kansai" interna al gruppo era guidata da Takaya Shiomi (塩見孝也, Shiomi Takaya) con sede presso l'Università Doshisha di Kyoto ed era caratterizatta da ideologie fortemente estremiste. Intorno al giugno 1968 la fazione del Kansai iniziò a chiamarsi "Fazione dell'Armata Rossa" e cominciò a ideare piani per una violenta rivolta in Giappone, originariamente destinata a coincidere con le proteste Anpo del 1970.

## Il dirottamento
Il 31 marzo 1970 l'aereo, un Boeing 727 con a bordo 122 passeggeri e 7 membri dell'equipaggio, decollò dall'aeroporto di Tokyo alle 7:33 ora locale diretto a Fukuoka. Circa 20 minuti dopo il decollo un giovane di nome Takamaro Tamiya si alzò dal suo posto ed estrasse una katana gridando: "Noi siamo tutti Ashita no Joe" (Noi siamo il Joe del domani), affermando la sua intenzione di dirottare l'aereo, e ordinò agli altri membri del gruppo di estrarre le armi. I dirottatori presero in ostaggio tutte le persone a bordo e ordinarono ai piloti di dirigere l'aereo al'Avana, Cuba, dove intendevano unirsi ai gruppi militari comunisti stanziati nella zona. I dirottatori furono quindi informati che il velivolo non era in grado di effettuare un simile viaggio, a causa della limitata autonomia di carburante. Dopo aver appreso la situazione, il gruppo insistette affinché l'aereo venisse dirottato a Pyongyang, in Corea del Nord, pianificando uno scalo a Fukuoka per rifornirsi di carburante. All'arrivo a Fukuoka la polizia convinse i dirottatori a rilasciare la maggior parte dei loro ostaggi e ai piloti venne consegnata una cartina della penisola coreana; insieme ad essa venne inserita una nota che istruiva i piloti a sintonizzare le loro radio su una frequenza specifica. I controllori del traffico aereo, che erano a conoscenza della situazione, diedero intenzionalmente delle indicazioni errate ai piloti nel tentativo di farli atterrare all'aeroporto Seul-Gimpo di Seul, in Corea del Sud, camuffato come quelli nordcoreani. Nonostante ciò, i dirottatori non si fecero abbindolare e il vice ministro dei Trasporti giapponese, Shinjiro Yamamura, si offrì volontario per prendere il posto degli ostaggi rimanenti, richiesta che i dirottatori accettarono. A questo punto si diressero all'aeroporto Mirim di Pyongyang, con Yamamura ancora in ostaggio, dove si arresero alle autorità nordcoreane, che offrirono asilo all'intero gruppo.
Usando la Corea del Nord come base, i dirottatori avevano intenzione di incitare alla ribellione la Corea del Sud e tutta l'Asia orientale. L'aereo che trasportava il viceministro Yamamura e il resto dell'equipaggio fu rilasciato due giorni dopo, tornando al suo gate all'aeroporto di Haneda alle 9:39 del 5 aprile.

## Eventi successivi
La presunta mente del dirottamento, che non aveva preso parte all'operazione vera e propria, venne identificata in Takaya Shiomi che fu quindi arrestato e condannato, scontando quasi 20 anni di prigione in Giappone. Nel 1989 venne rilasciato e ottenne un lavoro come custode in un parcheggio multipiani a Kiyose, Tokyo, dove lavorò fino al 2008. Dichiarò quindi che lui e i suoi compagni avevano intenzione di recarsi a Cuba passando per la Corea del Nord. Si unì a un movimento politico di Okinawa e partecipò ad una campagna contro l'uso di energia nucleare; scrisse diversi libri relativi alla fazione dell'Armata Rossa. Nell'aprile 2015 partecipò alle elezioni dell'assemblea cittadina a Kiyose, mettendo in piedi una campagna per screditare Shinzo Abe e le politiche cittadine che a suo dire svantaggiavano gli anziani. Morì il 14 novembre 2017 per insufficienza cardiaca in un ospedale di Tokyo.
Il leader del gruppo, Takamaro Tamiya, morì nel 1995 e Kintaro Yoshida qualche tempo prima del 1985. Takeshi Okamoto e sua moglie Kimiko Fukudome furono probabilmente uccisi mentre cercavano di fuggire dalla Corea del Nord.
Moriaki Wakabayashi, membro del gruppo ed anche bassista e membro fondatore del gruppo rock d'avanguardia giapponese Les Rallizes Dénudés, in un'intervista del marzo 2010 con Kyodo News disse che l'azione fu un atto "egoistico e presuntuoso". L'uomo aggiunse che desiderava tornare in Giappone ed era disposto ad affrontare l'arresto e il processo per il suo ruolo nel dirottamento. Nell'aprile 2014 era ancora vivo e risiedeva in Corea del Nord insieme agli altri membri del suo gruppo.
Yasuhiro Shibata, anch'egli membro del gruppo, tornò in Giappone in segreto per raccogliere fondi, ma venne arrestato e condannato a cinque anni di prigione. Yoshimi Tanaka fu invece arrestato in Thailandia, trovato in possesso di una grande quantità di denaro falso, e rimpatriato in Giappone nel marzo 2000, dove ricevette la condanna; morì prima del suo termine.
Nel 2004 Takahiro Konishi, Shiro Akagi, Kimihuro Uomoto e Moriaki Wakabayashi, residenti ancora in Corea del Nord, chiesero alle autorità nordcoreane di poter tornare in Giappone. Gli altri dirottatori risultavano latitanti, secondo l'Agenzia nazionale di polizia giapponese.